# Cornelius Heyns
Cornelius Heyns (overleden Brugge, 1485) was een componist en zanger uit de Franco-Vlaamse School in de Zuidelijke Nederlanden. Hij was tevens Clericus installatus.

## Levensloop
Over zijn leven is weinig tot niets bekend. Er zijn aanwijzingen dat hij zich in de jaren dertig en/of veertig van de 15e eeuw ophield in Florence, alwaar ene Cornelius uit Vlaanderen genoemd wordt. Aan het eind van dat decennium zou Heyns teruggekeerd zijn naar Brugge. Vanaf 25 oktober 1447 zou hij werkzaam zijn geweest aan de Sint-Donaaskathedraal, een kerk die de Franse Revolutie niet overleefde en werd afgebroken. Hij was daar bevriend met Gilles Joye, met wie hij er een vrije levensstijl op na hield. Zo kregen zij met andere zangers op 7 januari 1452 een reprimande omdat zij bij wijze van protestactie weigerden de succentor te assisteren bij een motetzang. Desalniettemin werd Heyns op 23 juni 1452 zelf tot succentor benoemd. Zijn gedrag bracht hem echter in problemen. Door het meespelen in een kaatswedstrijd miste hij de vespers van Hemelvaartsdag en op 22 juni 1454 werd hij uit zijn functie ontheven vanwege frequent bordeelbezoek. Hij was toen wel pastoor van de Sint-Michielskerk in Brugge. Zijn eerder ontslag verhinderde niet dat hij in 1463 opnieuw tot succentor werd benoemd. Hij bekleedde die functie tot 24 december 1465. Daarna is niets meer over hem bekend.

## Werk
Er resteert van Heyns slechts één werk, de vierstemmige Missa "Pour quelque paine", waarvan in de loop van de tijd op verschillende plaatsen drie partituren in manuscript zijn teruggevonden. Het betreft een mis die eerder aan Johannes Ockeghem werd toegeschreven. Deze compositie is een vaardige bewerking van de tenorpartij van een driestemmig rondo op dezelfde tekst, van een onbekende componist. Onder de niet voor de liturgie bestemde missen neemt dit werk een bijzondere plaats in als een vroeg en fantasievol voorbeeld van een parodiemis met een strak aangehouden cantus firmus.
- Bibliothèque nationale de France: cb148333964 (data)
- Gemeinsame Normdatei: 1140870823
- International Standard Name Identifier: 0000 0000 0123 3026
- MusicBrainz: 98af4663-04b3-43f8-9515-955f7e8597b4
- Virtual International Authority File: 61814896